# Rumble Pak (Nintendo 64)

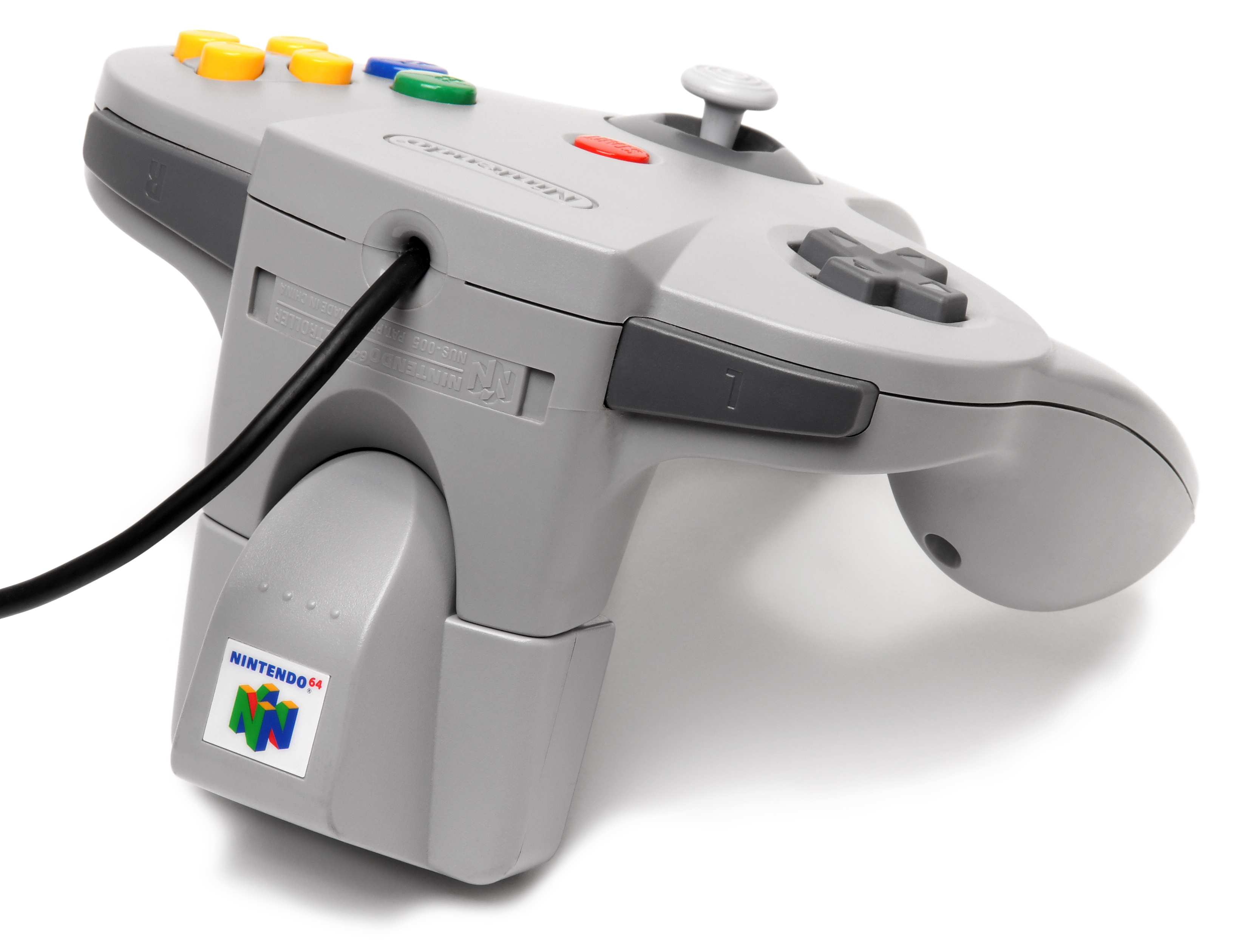
Rumble Pak connecté à une manette de la Nintendo 64.

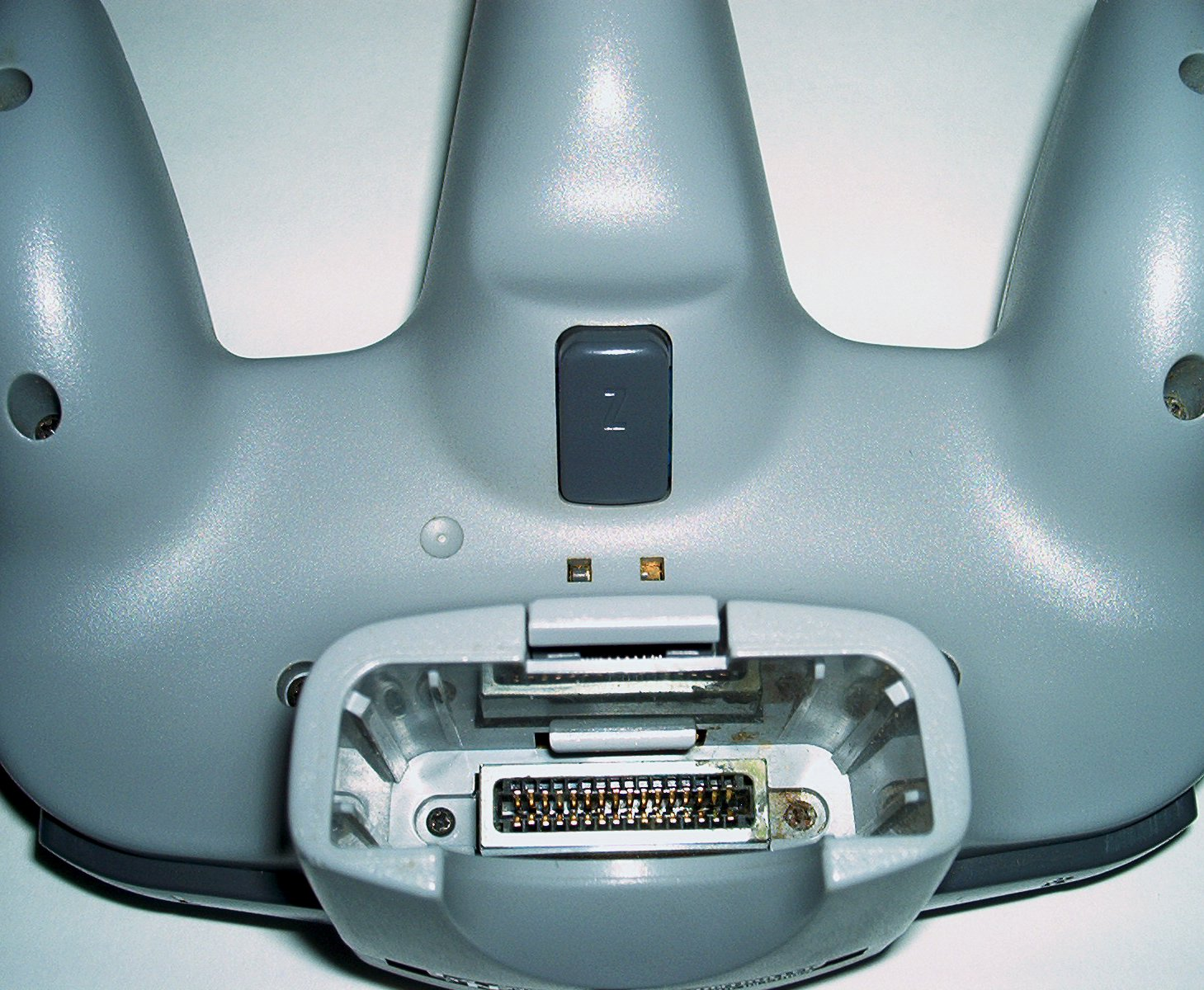
Connecteur sous la manette où se branche le Rumble Pak.

Le Rumble Pak (振動パック, Shindō Pakku), ou « kit vibration », est un module qui se connecte à la manette de la Nintendo 64 pour faire vibrer celle-ci et donner un effet additionnel à l'expérience de jeu.
Il a été dévoilé le 23 novembre 1996 dans une présentation du Nintendo Space World. Lylat Wars est le premier jeu de la Nintendo 64 qui dispose des fonctions de la vibration.

## Liste des jeux compatibles
- 1 001 Pattes
- 1080° Snowboarding
- Aerofighters Assault
- All-Star Baseball '99
- All-Star Baseball 2000
- All-Star Baseball 2001
- Armorines: Project S.W.A.R.M.
- Army Men: Air Combat
- Army Men: Sarge's Heroes
- Army Men: Sarge's Heroes 2
- Asteroids Hyper 64
- Automobili Lamborghini
- Banjo-Kazooie
- Banjo-Tooie
- Bass Hunter 64
- Bass Masters 2000
- Batman, la relève : Le Retour du Joker
- BattleTanx
- BattleTanx: Global Assault
- Battlezone: Rise of the Black Dogs
- Beetle Adventure Racing
- Big Mountain 2000
- BioF.R.E.A.K.S.
- Blues Brothers 2000
- Body Harvest
- Bomberman 64: The Second Attack
- Bomberman Hero
- Buck Bumble
- Bust-A-Move '99
- California Speed
- Carmageddon 64
- Chameleon Twist 2
- Charlie Blast's Territory
- Chopper Attack
- Command and Conquer
- Conker's Bad Fur Day
- Cruis'n Exotica
- Cruis'n World
- CyberTiger
- Daikatana
- Deadly Arts
- Destruction Derby 64
- Diddy Kong Racing
- Disney's Tarzan
- Donkey Kong 64
- Duck Dodgers Starring Daffy Duck
- Duke Nukem 64
- Duke Nukem: Zero Hour
- ECW Hardcore Revolution
- Excitebike 64
- Extreme-G
- Extreme-G 2
- F-1 World Grand Prix
- F-1 World Grand Prix II
- F-Zero X
- Fighters Destiny
- Fighting Force 64
- Flying Dragon
- Forsaken 64
- Gauntlet Legends
- Gex 3: Deep Cover Gecko
- Goemon's Great Adventure
- GoldenEye 007
- GT 64: Championship Edition
- Hot Wheels Turbo Racing
- HSV Adventure Racing
- Hybrid Heaven
- Hydro Thunder
- Iggy's Reckin' Balls
- Indiana Jones and the Infernal Machine
- Indy Racing 2000
- International Superstar Soccer 2000
- International Track and Field 2000
- Jeremy McGrath Supercross 2000
- Jet Force Gemini
- Ken Griffey Jr.'s Slugfest
- Kirby 64: The Crystal Shards
- Knife Edge: Nose Gunner
- Knockout Kings 2000
- The Legend of Zelda: Majora's Mask
- The Legend of Zelda: Ocarina of Time
- Lego Racers
- Lode Runner 3-D
- Madden NFL '99
- Madden NFL 2000
- Madden NFL 2001
- Madden NFL 2002
- Madden 64
- Magical Tetris Challenge
- Major League Baseball Featuring Ken Griffey Jr.
- Mario Golf
- Mario Party
- Mario Party 2
- Mario Party 3
- Mario Tennis
- Mega Man 64
- Michael Owen's WLS 2000
- Mickey's Speedway USA
- Micro Machines
- Mike Piazza's Strike Zone
- Milo's Astro Lanes
- Mission: Impossible
- Monaco Grand Prix
- Monster Truck Madness 64
- Mortal Kombat 4
- Mortal Kombat Mythologies: Sub-Zero
- Ms. Pac-Man Maze Madness
- Multi-Racing Championship
- Mystical Ninja 2 starring Goemon
- NASCAR '99
- NASCAR 2000
- NBA Courtside 2: Featuring Kobe Bryant
- NBA In The Zone '98
- NBA In The Zone '99
- NBA In The Zone 2000
- NBA Jam 2000
- NBA Live '99
- NBA Live 2000
- NFL Blitz
- NFL Blitz 2000
- NFL Blitz 2001
- NFL Blitz Special Edition
- NFL Quarterback Club '98
- NFL Quarterback Club '99
- NHL '99
- NHL Blades of Steel '99
- NHL Breakaway '98
- NHL Breakaway '99
- Nightmare Creatures
- Nuclear Strike 64
- Off Road Challenge
- Operation WinBack
- Paper Mario
- Paperboy 64
- Perfect Dark
- Polaris SnoCross
- Quake 64
- Quake II
- Rally Challenge 2000
- Rampage 2: Universal Tour
- Rampage World Tour
- Razor Freestyle Scooter
- Ready 2 Rumble Boxing
- Ready 2 Rumble Boxing Round 2
- Resident Evil 2
- Re-Volt
- Ridge Racer 64
- Road Rash 64
- Roadsters
- Robotron 64
- Rocket: Robot on Wheels
- Rugrats: Scavenger Hunt
- Rush 2: Extreme Racing USA
- S.C.A.R.S.
- San Francisco Rush: Extreme Racing
- San Francisco Rush 2049
- Shadowman
- Snowboard Kids
- Snowboard Kids 2
- South Park Rally
- South Park
- Space Invaders
- Space Station Silicon Valley
- Spider-Man
- Star Soldier: Vanishing Earth
- Star Wars, épisode I : Racer
- Star Wars: Rogue Squadron
- Star Wars: Battle for Naboo
- StarCraft 64
- Star Fox 64
- Stunt Racer 64
- Super Bowling
- Super Mario 64 (réédition japonaise)
- Super Smash Bros.
- Supercross 2000
- Superman 64
- Tom and Jerry in Fists of Furry
- Tom Clancy's Rainbow Six
- Tony Hawk's Pro Skater
- Tony Hawk's Pro Skater 2
- Tony Hawk's Pro Skater 3
- Top Gear Hyper Bike
- Top Gear Overdrive
- Top Gear Rally
- Top Gear Rally 2
- Toy Story 2
- Transformers: Beast Wars Transmetals
- Triple Play 2000
- Turok 2: Seeds of Evil
- Turok 3: Shadow of Oblivion
- Turok: Rage Wars
- Twisted Edge Extreme Snowboarding
- V-Rally Edition '99
- Waialae Country Club: True Golf Classics
- Wave Race 64 (réédition japonaise)
- WCW Backstage Assault
- WCW Mayhem
- WCW Nitro
- WCW/nWo Revenge
- WCW vs. nWo: World Tour
- Wheel of Fortune
- Wipeout 64
- World Driver Championship
- The World Is Not Enough
- WWF Attitude
- WWF No Mercy
- WWF War Zone
- WWF WrestleMania 2000
- Xena: Warrior Princess: The Talisman of Fate
- Yoshi's Story